# Улица Попова (Екатеринбург)
У́лица Попо́ва (с 1880-х годов — Сима́новская улица, с 1920-х годов — Улица Всевобуча) расположена в Центральном жилом районе Екатеринбурга между улицами Вайнера и Репина. Протяжённость улицы с запада на восток составляет 1150 м. Своё современное название улица получила в 1960-е годы честь русского учёного А. С. Попова.

## История и достопримечательности
Улица начала формироваться в конце XVIII века вдоль русла правобережного притока реки Исети. До XX века улица застраивалась жилыми домами, на неё выходила южная часть территории аффинажного завода, располагалась кузнечная мастерская Ф. А. Логиновских. Из достопримечательностей улицы известен дом неоднократно избиравшегося городским головой Екатеринбурга И. И. Симанова (памятник архитектуры конца XIX века), а также усадьба купца М. Ф. Рожнова с жилыми домами, водочным заводом, складами и ренсковым погребом. К 2000-м годам улица была застроена многоэтажными жилыми домами.